# Nad Al Sheba
Nad Al Sheba (arabisch ند الشبا, DMG Nadd aš-Šibā) liegt südlich des Khor Dubai und in der Nähe der Teile des alten Dubai, in denen die Emiratis traditionell lebten. Die Gemeinde grenzt im Norden an Al Markada, Bu Kadra und Ras Al Khor Industrial Areas und im Westen an Al Quoz. Zu den Immobilien in Nad Al Sheba gehören Villen, Apartments und Serviced Apartments.